# Kuulohavaintoja
Kuulohavaintoja è il primo EP della band heavy metal finlandese Kotiteollisuus, pubblicato nel 1997.
È l'ultimo album della band in cui compare Aki Virtanen, chitarrista dei Kotiteollisuus tra il 1994 e il 1996, quando la band era nota col nome di Hullu ukko ja kotiteollisuus.

## Tracce
Testi di Jouni Hynynen, musiche di Jouni Hynynen, Janne Hongisto, Jari Sinkkonen, Aki Virtanen.
1. Käärmeiden historiaa
2. Tuulten pyyhkimä
3. Suurelle tuntemattomalle

## Formazione
Jouni Hynynen - voce, chitarra

Janne Hongisto - basso

Jari Sinkkonen - batteria

Aki Virtanen - chitarra